# Arme
Pour les articles homonymes, voir Arme (homonymie).

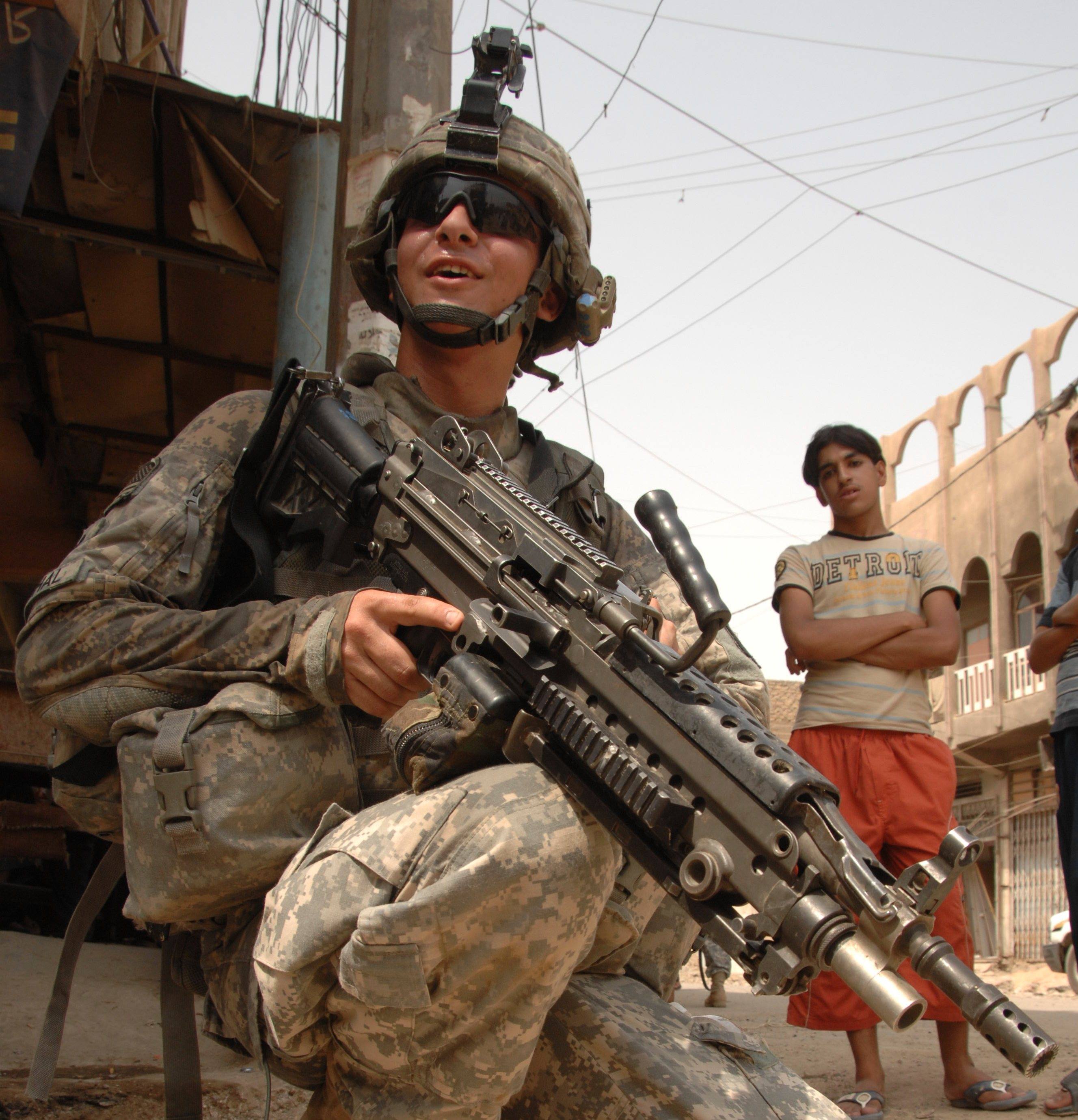
Soldat de la aéroportée des États-Unis équipé d'un M249.

Une arme est un outil (physique ou numérique) ou un dispositif autonome (un piège, une mine…) ou un organisme (arme biologique) destiné dans sa conception ou dans son utilisation à neutraliser, à blesser ou à tuer un être vivant, ou à causer une destruction matérielle.
On dénombre quatre usages principaux des armes :
- la chasse (pour se nourrir ou pour le loisir) ;
- la défense ou la dissuasion (pour se protéger ou se prémunir des agressions) ;
- l’attaque ou la menace (pour agresser ou tuer autrui) ;
- le sport et le loisir (art martial, tir sportif, jeux).

Elles ont également des finalités dérivées, telles que cérémonies et fêtes, marques de statut social…
Dans les armes de guerre, on distingue trois grandes catégories : les armes non conventionnelles (à savoir les armes nucléaires, chimiques et biologiques), les armes conventionnelles (toutes les autres armes), les armes numériques ou cyber(cyberguerre).
Aujourd'hui, les principaux usagers des armes restent les États, qui, tout en en contrôlant le développement, la production et l'accès, les destinent en premier lieu aux militaires et à la police. Le contrôle des armes est considéré par certains comme primordial dans une société développée, tandis que d'autres affirment que les citoyens devraient toujours disposer d'une arme afin de pouvoir lutter, si nécessaire, contre un agresseur (concitoyen abusif ou envahisseur) ou un pouvoir corrompu.
Les militaires étendent la définition du terme arme à tous les dispositifs engagés dans l'activité guerrière même s'ils ne provoquent pas de destructions immédiates. On peut ainsi citer le renseignement ou la logistique. L'ensemble des équipements nécessaires à l'utilisation d'une munition (obus, bombe ou missile) est qualifié de système d'arme. 
En France, le terme arme est également employé pour désigner les cinq composantes de l'Armée française : l'Armée de terre, la Marine nationale, l'Armée de l'air et de l'espace, la Gendarmerie nationale ainsi que la Direction générale de l’Armement, composante civilo-militaire.

## Histoire
L'apologue de l'épée et de la cuirasse stipule que toute arme suscite une parade, tandis que toute protection sera dépassée par une arme nouvelle. Autrement dit, que la course aux armements est lancée de toute éternité et est absolument sans fin.
Cette course ne doit pas être comprise comme seulement sur le plan de la technologie, mais aussi sur celui de la stratégie, de la tactique (ce que Sun Tzu avait compris quatre siècles avant notre ère), et même de l'organisation sociale (de par l'aptitude à mobiliser une fraction plus grande de militaires efficaces : cent hoplites spartiates, entraînés, solidaires et bien armés, pouvaient bien surclasser mille soldats de l'armée des Perses[réf. nécessaire]).
Depuis les préhumains[Quoi ?] débutant probablement avec un simple gourdin ou en lançant des cailloux, l'Homo sapiens a franchi un seuil important, et peut-être définitif, en acquérant, au cours de la seconde moitié du XXe siècle, jusqu'à une trentaine de fois la capacité de s'autodétruire totalement.

## Catégories d'usage
Utiliser ou posséder une arme peut correspondre à plusieurs fonctions. Certaines armes peuvent être utilisées pour plusieurs usages, mais chacune est d'ordinaire plus particulièrement adaptée à un emploi particulier.

### Armes d'abattage
Ces armes sont destinées à la mise à mort d'un animal, notamment un animal d'élevage. Le pistolet d'abattage (pistolet à projectile captif ou a projectile libre) utilisé dans les abattoirs est un exemple de ce type d'arme.

### Armes de chasse
Elles sont destinées à permettre la capture ou, plus souvent, à tuer un animal sauvage, généralement avec l'intention de s'en nourrir ou de supprimer un animal destructeur pour les cultures ou l'élevage. Les armes de chasse sont souvent utilisées à distance : armes de jet ou armes à feu. La chasse se pratique également avec des pièges ou de façon rapprochée : épieu, coutelas.

#### Sagaie et propulseur
L'une des plus anciennes armes de jet connue est constituée d'une lance légère lancée à la main dont la propulsion est améliorée grâce à un lanceur qui allonge artificiellement la longueur du bras et donc la vitesse du lancer.

#### Bâton de jet
Utilisé durant l'Antiquité et la Préhistoire, dans différentes régions du monde, notoirement par les aborigènes d'Australie. Il s'agit d'une pièce de bois lourde et coudée lancée à la main dont le fonctionnement mécanique est le même que celui du célèbre boomerang. Ce dernier a la particularité de revenir au lanceur.

#### Arc, arbalète

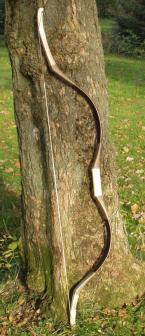
Arc à double courbure.

Ils sont encore utilisés de nos jours par quelques chasseurs émérites. Certaines civilisations utilisent de petits arcs peu puissants dont les flèches sont enduites de poison. Les chasseurs à l'arc utilisent généralement des arcs à poulies donnant une puissance importante.
L'arbalète nécessite, contrairement à l'arc, un temps de chargement long compensé par des tirs de carreaux plus puissants.

#### Sarbacane
Les sarbacanes sont utilisées avec des fléchettes empoisonnées, souvent grâce à du curare. Leur dangerosité ne vient ainsi pas de la force de l'impact.

#### Lance
Utilisée notamment à cheval pour chasser de gros gibiers. Les lances en bois avec un fer au bout servent dans les exercices de tournois (affrontement collectif à cheval de deux compagnies de cavaliers armés de lances à l'horizontale sous le bras) et de joutes (affrontements à un contre un). Les lances sont avec les épées emblématiques de la chevalerie médiévale. Armes de guerre, on les dit « à outrance » (jusqu'à la mort), armes de loisir, on les dénomme à plaisance (un fer pas trop pointu ni aiguisé est monté sur le fût de la lance et limite les blessures).

#### Fusil
Les armes à feu et notamment les fusils sont utilisés pour leur précision à la chasse depuis longtemps. Leur forme est très variable en fonction du gibier. Ils sont généralement assez encombrants et ont une cadence de tir réduite et/ou un magasin de faible capacité.
- Fusil de chasse à âme lisse : composé d'un ou deux canons de gros calibre non rayés éventuellement munis d'un système de rechargement manuel ou semi-automatique, tirant le plus souvent des projectiles multiples pour maximiser la probabilité d'atteindre le gibier. Afin de concentrer la gerbe de plomb, le canon est souvent resserré à la gueule. On utilise alors l'anglicisme choke (étranglement) : pas de choke, 1/4 de choke, 1/2 de choke, 3/4 de choke ou choke.
- Carabine à canon rayé : destiné à abattre des animaux de taille importante à des distances parfois longues, ces fusils sont généralement équipés d'un canon à âme rayée et d'un dispositif à répétition manuelle. Ils utilisent des balles d'un calibre plus faible mais beaucoup plus rapides pour une meilleure portée et sont souvent dotés d'une lunette pour assurer une visée optimale. Certaines carabines pour très gros gibier (comme les éléphants) peuvent être chambrées pour de très gros calibres.
- Fusil à platines : c’est une arme qui porte sur des plaques de métal amovibles et planes son propre mécanisme de percussion. À chaque canon correspond un mécanisme et un seul, totalement indépendant de l’autre. Pour des raisons pratiques, ces plaques, que l’on appelle corps de platine, sont placées sur les côtés du fusil puis de la bascule. Désormais toutes les pièces nécessaires à la percussion sont positionnées sur un seul et même côté du corps de platine, ce qui n’était pas le cas autrefois avec les platines à la Miquelet, à la Chenapan ou à silex, qui il est vrai, possédaient un chien extérieur.

### Armes civiles
Les armes possédées par des civils répondent à des usages différents au fil de l'histoire. Par le passé tout le monde était plus ou moins armé car les outils servaient tout aussi bien à travailler qu'à faire face aux brigands. La diminution de l'insécurité et l'amélioration de la police, légitime détentrice du monopole de la puissance physique (cf. Max Weber), tend selon certains à rendre les armes de plus en plus inappropriées chez les civils. La nette séparation entre lieu de travail et vie privée ainsi que le développement technologique réduisent d'autant la disponibilité d'armes potentielles dans la vie quotidienne.
Destinées à agresser son prochain, à se défendre de ces agressions ou à faire régner l'ordre public, les armes civiles répondent à des critères de discrétion, de dissuasion et de relative innocuité.

#### Armes de cérémonie et d'apparat
- Kriss, arme blanche typique d'Indonésie ou de Malaisie. Cette arme connaît également des utilisations répondant mieux à sa nature.
- Kirpan, arme blanche utilisée en tant qu'accessoire religieux, que tout Sikh doit porter. Il s'agit en théorie d'un sabre et en pratique souvent d'un poignard.

#### Armes anciennes

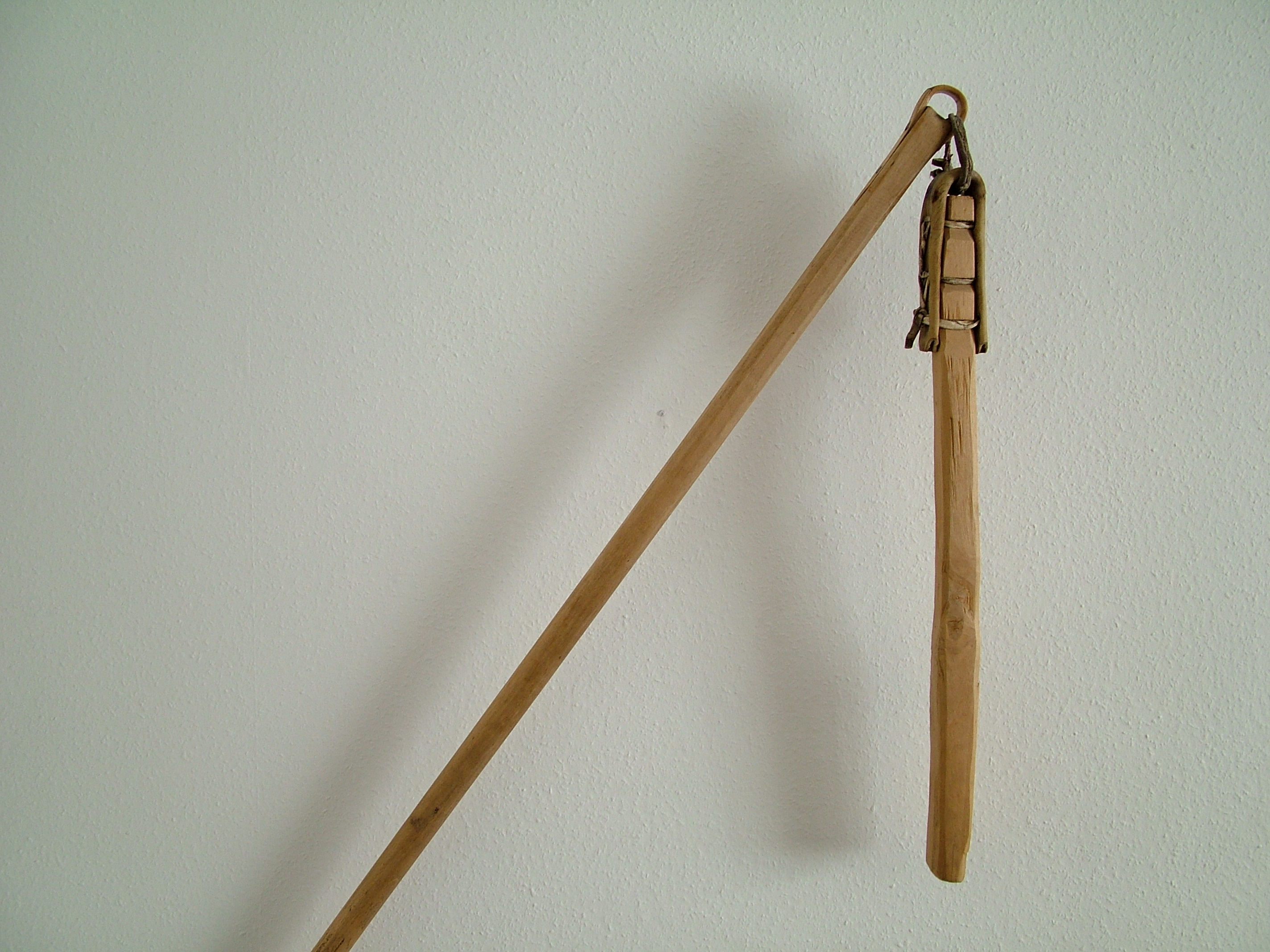
Le fléau agricole occidental était à l'occasion utilisé comme une arme.

De nombreux outils ont été utilisés comme armes au cours de l'histoire humaine, certains le sont encore. Certains de ces outils ont été modifiés pour un usage exclusivement militaire. La plupart des outils cités ci-dessous ont une version dite « d'armes » :
- couteau : il a longtemps été un objet usuel que chacun portait sur lui. Au Japon, le tantō était considéré comme une arme ; Généralement les couteaux sont composés d’une lame habituellement en métal, avec une ou plusieurs pointes et d’un manche ou poignée dans lequel est insérée la lame. Parfois un troisième élément apparaît, le contrepoids qui aussi a pour fonction d’équilibrer. Parmi les couteaux on distingue d’une part les couteaux symétriques où les deux parties de la lame sont identiques, on trouve: le poignard, l’épée courte, l’épée et le couteau discoïde.

Et d’autre part, les couteaux asymétriques où les deux parties de la lame sont asymétriques, avec un seul tranchant, on y trouve : les poignards et les épées à lame recourbée, les sabres, les couteaux à lame courbe, les couteaux discoïdes asymétriques, les armes de type faucille
- fléaux : destinés à battre les céréales, les fléaux occidentaux étaient constitués d'une hampe longue reliée par une corde ou une chaîne à une partie mobile permettant de battre la récolte. En Asie, le fléau est composé de deux ou trois parties de longueur identique, pour travailler accroupi, et perdure aujourd'hui sous le nom de nunchaku (deux branches, Japon) ou san-jie-gun (trois branches, Chine) ;
- bâton : destiné à la marche, à porter des charges, à faire avancer le bétail, le bâton est sans doute l'arme la plus universelle, car facile à fabriquer en tout lieu à partir de bois vert, coupé grâce à un couteau. Par ailleurs, il est nommé en Chine l'« ancêtre des armes » ;
- faux et faucilles, fourche… : bon nombre d'outils agricoles étaient employés comme arme. Ces armes sont appelées arme d'hast ;
- hache ;
- la canne (cf. canne de combat) ;

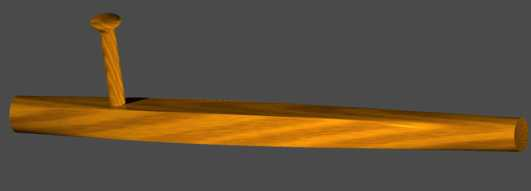
Le tonfa était un simple manche.

- tonfa : il s'agit d'une arme asiatique constituée d'une pièce de bois pourvue d'une poignée perpendiculaire. À l'origine, il s'agissait d'un outil destiné à faire tourner une meule ;
- sai : à l'origine une pique à fruits agricole, cette arme japonaise en forme de Ψ s'utilisait par paire. Elle consiste en un grand poignard équipé d'une garde évasée et dont la lame est remplacée par une pièce métallique non tranchante.

#### Armes de contact

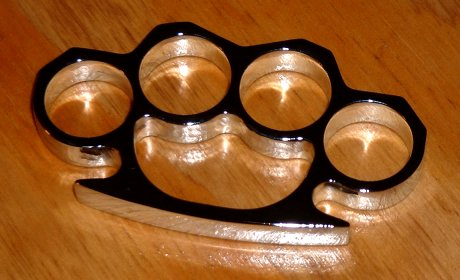
Un coup-de-poing américain.

Bon nombre d'objets de la vie courante sont susceptibles de servir d'arme : couteau, cutter, tournevis : faciles à obtenir et à camoufler, ce type d'armes est potentiellement très dangereux.
- Ceste : pièce de métal enrobant la main destinée à accroître l'efficacité d'un coup de poing. De plus, il protège les phalanges de son utilisateur, qui peut donc donner plus de coups sans blessure au poing. Sa version contemporaine est le coup-de-poing américain (parfois appelée fautivement de façon abrégée « poing américain »).
- Matraque : arme contondante, parfois télescopique pour en faciliter le transport discret, peut contenir un dispositif électrique ou du gaz paralysant. Les forces de l'ordre utilisent également le tonfa, une matraque pourvue d'une poignée perpendiculaire au niveau de la garde. On trouve également des matraques souples qui augmentent la force de frappe par leur léger mouvement de fléau.
- Lacet étrangleur, Garrot : utilisées depuis toujours ces armes sont toujours en service dans certains commandos. Leur usage fut offensif (arme favorite des Sultans pour faire exécuter leurs opposants) mais aussi « institutionnelles » au service des bourreaux pour exécuter les condamnés à mort par exemple dans la Rome Antique (Vercingétorix), ou plus récemment en Espagne.

#### Armes à feu
Plus souvent utilisées par les forces de l'ordre ou éventuellement pour la défense du domicile, les armes à feu sont inégalement répandues dans le monde. Certains pays en limitent considérablement la détention. Le port de l'arme est souvent sévèrement limité. En France, contrairement à certaines idées reçues, seules les forces de l'ordre et quelques catégories de prestataires de sécurité (comme les convoyeurs) sont autorisés à porter une arme apparente. On trouve pour l'essentiel :
- Les armes de poing : en France la législation découle de l'origine des munitions. Toute arme chambrant une munition de guerre est considérée à part. Il en découle une particularité : les armes de poing de 9 mm Parabellum, munition utilisée par l'armée et les forces de sécurité intérieures (police, gendarmerie, douanes et administration pénitentiaire), sont considérées comme armes de guerre et donc plus contrôlées que des armes plus puissantes comme celles tirant des munitions de .357 Magnum[4].
- Les fusils « tactiques », qui sont des fusils de chasse à âme lisse, compacts et dotés d'un magasin plus grand.

### Armes de guerre

#### Armes de contact

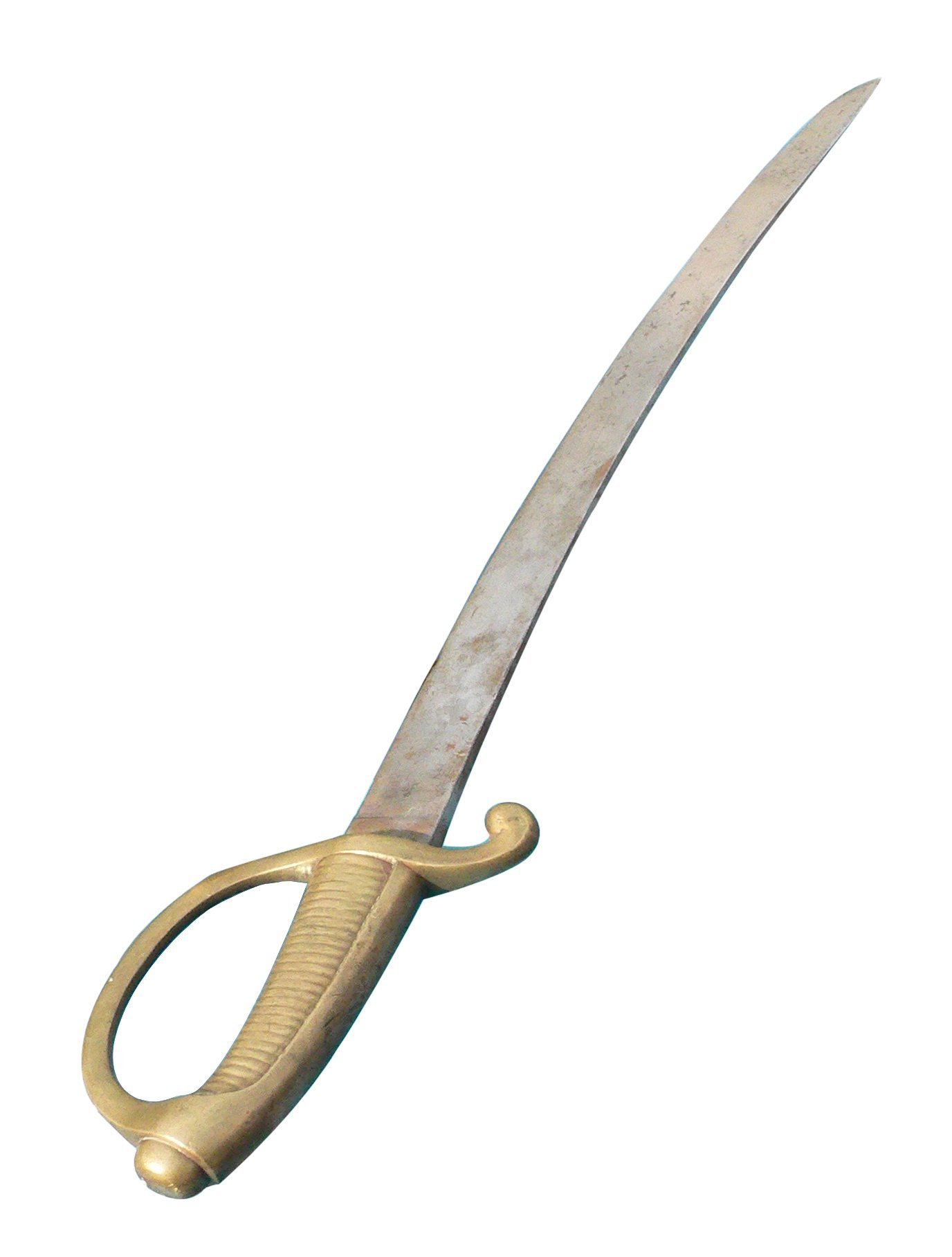
Un sabre dit « briquet » d'infanterie française.

Les principales armes pendant l'Antiquité et au Moyen Âge, les armes de contact ont de multiples formes, destinées à des troupes de nature variée : infanterie plus ou moins bien équipée, soldats d'élites, cavalerie, défense de place forte.

L'épée ou le sabre sont des armes purement guerrières et qui par conséquent ont été dans de nombreuses cultures le symbole des guerriers, ainsi la noblesse en Europe, les Samourais au Japon. La lance constituait sans doute l'arme la plus répandue chez les simples soldats. 
L'introduction progressive des armes à feu rendant les protections inopérantes, les armes de contact se sont également allégées. L'arme de contact s'est finalement limitée à la baïonnette, une lame ou une pointe fixée au canon du fusil et servant à la mêlée finale après les échanges de tirs. Avec l'amélioration de la cadence de tir des armes à feu, la baïonnette a perdu de son intérêt bien que les fusils d'assaut modernes puissent toujours être équipés d'un couteau à leur canon.
L'arme de mêlée est en usage jusqu'à la Première Guerre mondiale (la baïonnette Rosalie, les poignards de tranchée, les bêches à lame affutée et autres masses d'armes improvisées par les Arditi italiens et au cours des raids dans les tranchées (en)).

#### Armes de jet et de trait
Très tôt les armées ont cherché à frapper l'adversaire à distance en utilisant des armes de jet. Les projectiles sont propulsés à la main ou avec un lanceur. Les lances, les frondes, les arcs ont été utilisés dès l'antiquité. On doit également citer l'arbalète, lente et puissante utilisée pour les sièges en Europe, légère et à répétition chez les Chinois. Les seules armes assimilables à des armes de jet présentes dans les arsenaux actuels sont les grenades à main.

#### Armes à feu individuelles
Pistolet, revolver, arquebuse, fusil, fusil à pompe, pistolet mitrailleur, carabine, fusil d'assaut, mitrailleuse, tromblon (arme), sont les principales armes à feu utilisées par les armées.
- Le revolver, première arme à feu à répétition a clairement signé la fin du règne des armes blanches. D'une conception simple, les munitions sont contenues dans un barillet. Une publicité en faisait l'apologie en ces termes : Dieu a fait des hommes forts et des hommes faibles, Samuel Colt les a rendus égaux.
- Le pistolet semi-automatique remplace efficacement le revolver. Son système d'alimentation par chargeur lui offre une cadence de tir nettement supérieure, une capacité accrue et un encombrement inférieur. C'est une arme plutôt orientée vers la défense individuelle, qui est généralement réservée aux officiers qui ont peu à se servir de leur arme.
- Le pistolet mitrailleur, entre le pistolet automatique et le fusil mitrailleur est une arme individuelle, très efficace à très courte portée (5 à 50 m) qui utilise des munitions d'armes de poing. Le système d'alimentation en munition se fait par chargeur. La faible puissance des projectiles a initialement permis de développer des armes légères automatiques à des fins militaires. Avec l'apparition des fusils d'assaut, le pistolet mitrailleur est tombé en désuétude dans les armées mais son usage s'est répandu dans la police, la lutte anti-terroriste et la protection rapprochée où leur puissance de feu et leur compacité sont particulièrement efficaces. On peut considérer que les pistolets mitrailleurs opèrent une sorte de retour dans le domaine militaire avec l'émergence des Personal Defense Weapons (PDW) destinées à permettre au personnel tel l'équipage de véhicules, les artilleurs et les officiers de se défendre efficacement contre des agresseurs équipés de protections individuelles (de plus en plus répandues) sans pour autant s'encombrer d'un lourd fusil d'assaut.

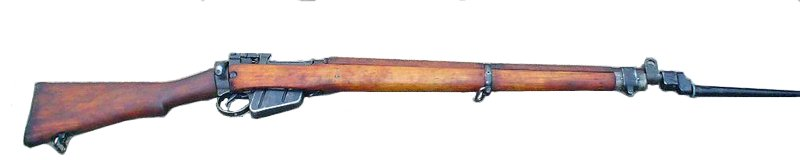
Lee-Enfield no 4 Mk.1, fusil britannique utilisé pendant la Seconde Guerre mondiale.

- Le fusil est la principale arme à feu militaire, il s'est particulièrement amélioré dans le courant du XIXe siècle, en cadence, portée et puissance. Cela n'a pas empêché les généraux de l'époque d'organiser des massacres en faisant la guerre en ligne à la mode du siècle précédent, boudant les carabines à répétition d'une portée moindre mais présentant pourtant une cadence sans équivalent, au titre qu'une arme de ce type rendrait le combat au corps à corps inutile et qu'en conséquences les armées deviendraient pleutres. Le fusil devenu fusil d'assaut, fonctionnant en mode semi-automatique ou automatique est de moins en moins l'arme principale d'un conflit militaire. Les armes lourdes, les moyens de communications avancés avec l'artillerie ou l'aviation rendent le fusil moins important. Il reste toutefois une arme individuelle nécessaire, ne serait-ce que pour assurer la prédominance des troupes dans l'environnement hostile et souvent de non-droit qu'est celui de la guerre.
- Les grenades à fusil sont des projectiles explosifs. Certaines sont tirées au moyen d'un fusil tandis que les autres le sont par des armes spécifiques. Les grenades, généralement employées contre l'infanterie ou contre les véhicules légers, peuvent être tirées à plusieurs centaines de mètres selon une trajectoire courbe. Les grenades à fusil ont tendance à céder le pas aux grenades de 40 mm, plus précises. Ce second type de grenade existe en deux modèles, les grenades à faible vélocité tirées depuis des armes individuelles et les grenades à haute vélocité tirées depuis des armes spécifiques. Ces lance-grenades lourds développées pendant la guerre du Viêt Nam sont capables d'un tir automatique et étaient montés initialement sur des hélicoptères puis sur des bateaux de patrouille et des véhicules terrestres.

#### Armes lourdes
- La mitrailleuse est apparue au XIXe siècle sous la forme de la fameuse Gatling pourvue de plusieurs canons rotatifs. Tout d'abord considérée comme une pièce d'artillerie, elle accompagne l'infanterie dans ses déplacements au cours de la Seconde Guerre mondiale. La mitrailleuse permet un tir nourri à longue et à courte portée. Il existe deux types de mitrailleuses ayant cet usage : les mitrailleuses légères et fusil-mitrailleurs (calibre inférieur à 7,62 mm) et les mitrailleuses lourdes (12,7 mm pour l'OTAN). Cette dernière est généralement pourvue de 2 canons interchangeables, l'un pour tirer pendant que l'autre refroidit. La mitrailleuse est également montée sur des véhicules ; par convention est appelé mitrailleuse un calibre inférieur à 20 mm tandis que les canons emploient un calibre supérieur ou égal à 20 mm.
- Le lance-flammes est une arme incendiaire apparue au cours de la Première Guerre mondiale. Portée par un soldat ou montée sur un véhicule, c'est une arme particulièrement cruelle utilisée à courte portée contre des fortifications, des tunnels ou des zones herbeuses dans lesquelles des soldats ennemis sont susceptibles de se cacher. Le lance-flammes est désormais interdit par les conventions en vigueur, ce qui a sans doute contribué à motiver l'armée française à mettre en œuvre des unités de débroussaillage performantes. Les armes incendiaires se présentent en tout état de cause de plus en plus comme des munitions spécifiques : grenades, roquettes, bombes, obus… qui permettent un tir à distance. (voir aussi Feu grégeois et Napalm).
- Le mortier est une pièce d'artillerie dont le calibre varie entre 45 et 81 mm pour les armes portables et atteint 160 mm pour les armes plus lourdes. Il fonctionne selon le principe du tir indirect, les projectiles sont tirés vers le ciel et retombent verticalement sur leur cible ce qui permet de bombarder une cible par-dessus un obstacle.
- Le canon est l'arme lourde par excellence. Il fut longtemps chargé laborieusement par la gueule et tirait alors à assez courte distance des boulets inertes destinés à ébranler les murs ou portes des forteresses ou les coques et les superstructures des navires. On chauffait parfois ces boulets dans un foyer pour les rendre incendiaires (tirer à boulets rouges) ou on les réunissait par paires au moyen d'une chaîne voire d'une barre (boulets ramés) pour démâter les navires ennemis ou faucher les occupants d'un pont. Ils ont très fortement évolué durant les deux derniers siècles, tirant désormais des obus de différentes natures : explosifs, perforants, incendiaires, chimiques, toujours plus loin et toujours plus vite. On les classe principalement par leur calibres :
  - en 20 mm / 30 mm, ils équipent depuis bien longtemps les avions où ils remplacent les mitrailleuses pour les attaques de troupes au sol ou la destruction d'objectifs faiblement blindés ;
  - 30 mm / 40 mm : canon antiaérien monté sur véhicule automobile ou tracté ;
  - sur les chars de combat le calibre va de 50 à 125 mm (canon d'attaque) et l'âme est, depuis le début des années 1960, lisse sur la plupart des modèles ;
  - les canons automoteurs ou tractés voient leur calibre évoluer de 75 à 203 mm (artillerie) ;
  - sur les gros croiseurs de marine, des canons dont le calibre atteignit 460 mm ont été montés, ils sont désormais désuets car progressivement remplacés par des batteries de missiles.
- Les bombes.

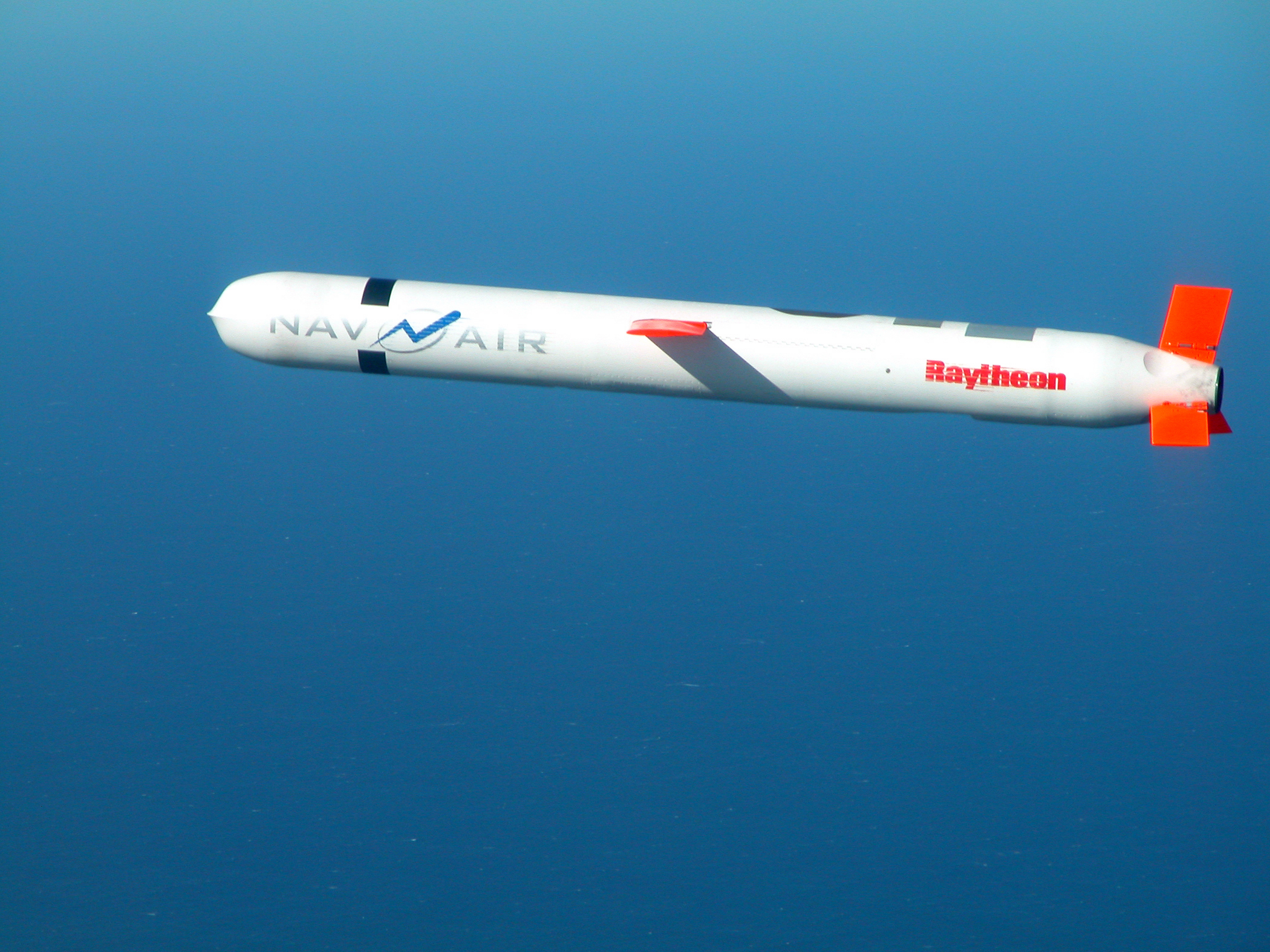
Le Tomahawk est un missile de croisière capable de suivre le terrain pour frapper un bâtiment jusqu'à 2500 km.

- Les missiles, des projectiles autopropulsés et guidés ayant pour mission de transporter une charge militaire sur un objectif en vue de sa destruction :
  - les missiles balistiques ont été mis au point pendant la Seconde Guerre mondiale et n'ont cessé d'être perfectionnés. Ils peuvent même être tirés des sous-marins en plongée. D'autres types de missiles de plus courte portée, guidés par des systèmes toujours plus performants équipent désormais tout engin capable de les véhiculer ;
  - les missiles de croisière (parfois encore appelés bombes volantes) sont la dernière évolution de ces engins. Ce sont des sortes d'avions à réaction autonomes, leur ancêtre est le V1. Ils sont pilotés par un ordinateur, volent à très basse altitude en suivant le relief, peuvent être guidés par satellite, ont une portée de plusieurs centaines de kilomètres et sont surtout d'une précision remarquable, de l'ordre de quelques mètres.
- Les roquettes antichar à charge creuse, propulsées par un petit moteur fusée, ont commencé à se répandre durant la Seconde Guerre mondiale, remplaçant de lourds fusils tirant des balles perforantes jusqu'alors utilisées. Le lance-roquettes est constitué d'un tube ouvert aux deux bouts, avec un système de visée et de mise à feu.

#### Armes de défense passive
La mine est un équipement camouflé dans l'environnement se déclenchant au passage d'une cible potentielle. Les mines sont conçues soit contre des véhicules (terrestres ou marins), soit contre les personnes. La seconde catégorie est la plus répandue et cause de cruels dommages dans les populations civiles bien après la fin des hostilités.
- La mine sous-marine : une charge explosive destinée à exploser par contact avec la coque d'un navire, ou par proximité avec la masse métallique du navire (mines magnétiques).
- La mine antipersonnel : ce dispositif contient une charge explosive destinée non pas à tuer mais à mutiler et blesser gravement, une personne morte (militaire ou civile) réclame en effet beaucoup moins de soins et d'attentions qu'une personne gravement blessée et immobilisée. Dispersives par milliers depuis un avion, ces mines sont infiniment plus faciles à poser qu'à retirer. C'est pour cette raison que de nombreuses voix s'élèvent pour en interdire l'utilisation.

On distingue plusieurs types de mines antipersonnel :
- les mines enterrées peuvent être explosives, bondissantes (une première charge projette la charge principale en hauteur avant son explosion, augmentant la surface « traitée » par la mine). Les « DREB » (défenses rapprochées de l'engin blindé) sont des mines de défense rapprochées, utilisées par les équipages de blindés pour se désencercler contre de l'infanterie.
- Les mines à effet dirigés MAPED (mine antipersonnel à effet dirigé) dont la fameuse claymore utilisée pendant la guerre de Corée. Des billes de métal (ou plastique, rendant les éclats indétectables aux rayons X chez un sujet touché) sont collées sur un explosif, et dirigées vers la zone à neutraliser. La mine peut être placée au sol ou en hauteur. La rupture d'un fil de piégeage ou l'action par télécommande déclenche la mise à feu.
- La mine antichar : celle-ci est conçue dans le but de neutraliser un véhicule (blindé ou non) par action de souffle, ou perforation.

Les déclencheurs peuvent être à pression (comme les mines antipersonnel mais réglés pour des masses de déclenchement supérieures de façon qu'une personne ne la fasse pas réagir), à contact (tige de déclenchement sortant du sol), à rupture de fil.

#### Blindés

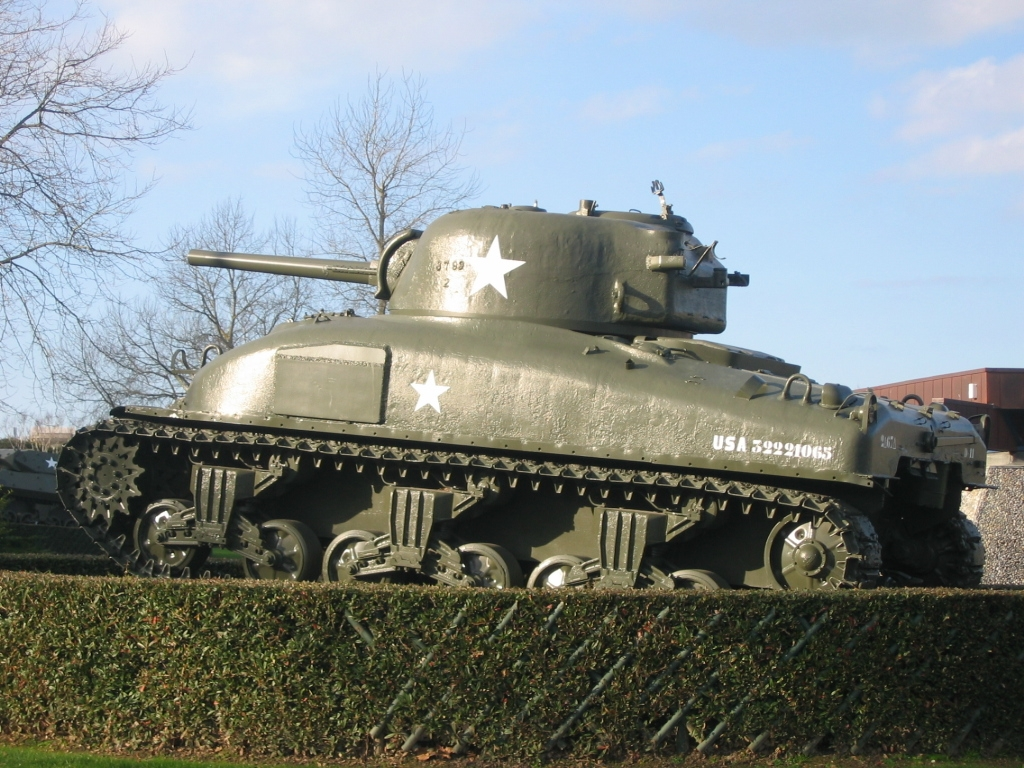
Le Sherman fut le principal char d'assaut américain de la Seconde Guerre mondiale, ci-contre, à Bayeux.

Utilisés pour la première fois par les Alliés pendant la Première Guerre mondiale comme arme de soutien de l'infanterie, les blindés ont connu un développement considérable pendant la Seconde Guerre mondiale tant technologique que doctrinal. Outre le char d'assaut, de nombreux autres blindés de transport de troupe, d'artillerie mobile ou défense anti-aérienne ont été développés : Liste des véhicules blindés.
Après guerre, les blindés ont évolué, plus mobiles, plus solides, pourvus d'un armement plus puissant et de systèmes de visée de plus en plus sophistiqués. Une limite de poids reste pourtant infranchissable, notamment pour permettre aux chars d'assaut de traverser les ponts sans qu'ils cèdent sous leur poids. Les armes destinées à les contrer se sont également multipliées, missiles guidés portables ou embarqués sur des véhicules roulants, des avions ou des hélicoptères, bombes à sous-munitions spécifiques.
Les blindés restent malgré tout incontournables sur le champ de bataille pour la protection qu'ils offrent contre les armes légères associées à une importante puissance de feu et une bonne mobilité.

#### Aviation
Introduite au cours de la Première Guerre mondiale et uniquement pour la reconnaissance, les premiers combats se sont faits par l'échange de tir de pistolet et de fusil. Rapidement, des mitrailleuses ont été montées à bord, soit servies par un mitrailleur à l'arrière, soit montées dans l'axe de l'avion.
Au commencement de la Seconde Guerre mondiale, l'aviation a vu ses rôles se multiplier : logistique, parachutage de matériel et de troupes, reconnaissance, appui aérien sur le champ de bataille, bombardement stratégique des infrastructures ennemies et chasse. Des progrès considérables ont été accomplis en quelques années. L'aviation a permis de porter le conflit en dehors des champs de bataille directement derrière la ligne de front. Elle a également permis de s'attaquer aux populations civiles avec l'objectif de briser son moral. L'utilisation à deux reprises de l'arme atomique par les États-Unis à la fin de la guerre, a considérablement renforcé le rôle stratégique de l'aviation.
La maîtrise de l'air est devenu une condition absolument nécessaire à la victoire. L'aviation militaire s'est développée après guerre en suivant une débauche de technologie. Le moteur à réaction a offert une puissance considérable permettant aux appareils d'emporter plus d'armes et de pouvoir voler au-dessus de la vitesse du son. Des radars embarqués permettent de repérer les cibles en l'air ou au sol et d'assurer une navigation sûre au plus près du sol, de la parabole orientable dans le nez de l'appareil à l'antenne à balayage électronique. L'armement s'est vu renforcé par des missiles guidés par infrarouge ou par radar sans que le canon disparaisse pour autant, de nombreuses munitions d'attaque au sol ont également été développées, guidées et autonomes pour assurer un maximum de sécurité aux bombardiers. Dans le même mouvement les armes anti aériennes se sont enrichies, canon à pointage radar, importants missiles sol air de haute altitude et de longue portée ou missiles à courte portée rapides et manœuvrant montés sur des véhicules ou portables par l'infanterie.
Les appareils modernes sont particulièrement instables pour leur offrir la meilleure maniabilité, seule l'aide de l'informatique permet de les piloter sans risque. L'hélicoptère prend également une place de plus en plus importante depuis les années 1960. Destinés à déplacer des troupes ou les appuyer au sol et également à combattre les chars d'assaut, il permet une mobilité inconnue jusqu'alors.
Voir : Liste d'avions militaires ou avion militaire, ainsi que Drone.

#### Marine
La marine est l'une des plus anciennes armes. Elle prend un essor tout particulier au tournant du XVIe siècle avec le développement des explorations, de la colonisation et du commerce maritime à grande distance. La marine permettait d'acheminer des troupes pour le contrôle des colonies et de protéger les routes commerciales maritimes aboutissant et partant d'Europe. L'Angleterre, première puissance économique était également la première puissance maritime.
Les navires en bois, propulsés à la voile étaient équipés de lourds canons en fonte à chargement par la gueule qui allaient à la bataille en longues lignes qui s'échangeaient des bordées de boulets. Le combat pouvait le cas échéant continuer à l'arme blanche et à l'arme à feu de poing après un abordage.
Les choses évoluèrent au cours du XIXe siècle, les canons se firent plus précis et la propulsion à vapeur commença à faire son apparition. Les premiers cuirassés, navires en acier à propulsion mécanique destinés à éperonner les navires conventionnels apparurent au cours de la guerre de Sécession.

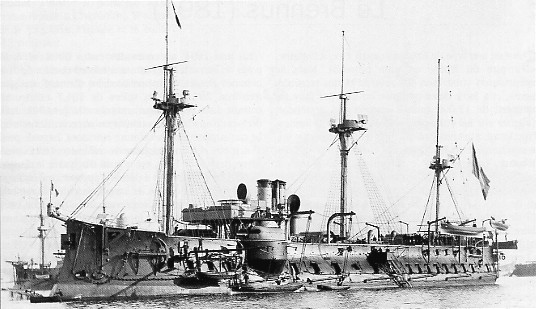
Le Bayard en 1880.

Au début du XXe siècle les cuirassés avaient encore leur éperon et s'étaient également équipés de tourelles d'artillerie et d'un blindage de plus en plus résistant. Parallèlement les premiers torpilleurs firent leur apparition. Les premiers sous-marins furent également mis en service à cette époque, même s'ils étaient surtout utilisés pour tendre des embuscades aux convois qu'ils attaquaient au canon après avoir fait surface.
Au commencement de la Seconde Guerre mondiale, les navires de guerre étaient d'imposants bâtiments équipés des plus grosses pièces d'artillerie existantes (jusqu'à 460 mm) destinés à combattre des bateaux équivalents ou à appuyer des troupes combattant près de la côte. L'Allemagne fit des ravages dans les convois de ravitaillement traversant l'Atlantique nord avec ses sous-marins dotés d'un nombre d'équipements de détection croissants. Il fallut des navires légers et rapides équipés de sonar et de grenades sous-marines pour en venir à bout.
Ce sont les Japonais et leur utilisation de l'aviation embarquée qui sonna le glas des énormes cuirassés sur-armés. L'attaque surprise de Pearl Harbor et l'utilisation intensive de l'aviation contre les navires fut un succès doctrinal qui changea définitivement le visage de la marine de guerre.
Les navires à propulsion nucléaires font leur apparition au cours de la guerre froide. Si l'emploi de la propulsion nucléaire permet la construction de porte-avions colossaux, c'est surtout son utilisation dans les sous-marins qui changea considérablement la donne. Ceux-ci n'ont plus besoin de naviguer près ou en surface pour recharger leur batteries. On compte désormais les sous-marins d'attaque, destinés à attaquer les autres sous-marins, les bâtiments de surface, et les sous-marins stratégiques lanceurs d'engins destinés à porter en toute discrétion des missiles dotés d'ogives nucléaires, dont la portée permet, presque, de les lancer de n'importe où. L'enjeu de la marine n'est plus seulement la sécurité des communications marines, mais également de faire face à une menace stratégique impliquant des armes de destruction massive.
Les bâtiments de surface ont également évolué, bardés d'équipements de détection et d'attaque destinés à faire face à des menaces venant de l'air, de la mer et, du dessous de la mer. Ils doivent autant que possible détecter leurs cibles en restant eux-mêmes le plus discret possibles. Les aéronefs, hélicoptères et avions jouent à ce titre un rôle essentiel. Les distances d'engagement se sont également allongées. Les navires de surface tout comme les sous-marins ne tirent plus que des missiles (mer/mer, mer/air, mer/terre) et, missile de croisière et, ont perdu leurs lourdes batteries d'artillerie.

#### Armes de destruction massive ou non conventionnelles

Exemple d'arme de destruction massive : Un missile intercontinental Topol-M monté sur un MAZ-7917. Le missile pèse plus de 47 tonnes pour une portée de 11000 km. Plusieurs charges nucléaires peuvent être emportées par le même missile.

Il s'agit d'armes que l'on ne tire pas sur un objectif bien déterminé, mais qui agissent sur une zone « très étendue » (supérieure au kilomètre de rayon), avec des effets très importants sur les bâtiments, les matériels et les personnes. Le plus souvent des armes NBC, c’est-à-dire qui sont soit nucléaire, biologique ou chimique.

## Règlementation relative aux armes

### Organisation des nations unies
Le 2 avril 2013, l'assemblée générale des Nations unies a adopté le premier Traité sur le commerce des armes, par 154 voix pour, trois contre (la Syrie, l'Iran et la Corée du Nord) et 23 abstentions (notamment la Russie, la Chine, l'Inde, l'Égypte, l'Indonésie, le Pakistan). Cet instrument juridique international a été ouvert pour ratifications à compter du 3 juin 2013 et devait obtenir 50 signatures pour entrer en vigueur. Chaque pays était libre de signer ou non le traité et de le ratifier. Le 25 septembre 2014, la barre des 50 ratifications du Traité a été franchie, et le 24 décembre 2014, le Traité est entré en vigueur après 90 jours de la date de la 50e ratification, comme le stipulait l'article 22 du Traité. Dès lors, pour les pays qui l'auront signé, l'exportation, l'importation, le transit, le transbordement et le courtage des armes. Par contre, il ne s'appliquera pas au transport international par tout État Partie ou pour son compte d'armes classiques « destinées à son usage, pour autant que ces armes restent sa propriété ». Il désigne huit catégories d'armes : chars de combat, véhicules blindés de combat, systèmes d'artillerie de gros calibre, avions de combat, hélicoptères de combat, navires de guerre, missiles et lanceurs de missiles, armes légères et de petit calibre. S'agissant des munitions, chaque État Partie au traité est tenu d'instituer et de tenir à jour un « régime de contrôle national pour réglementer l'exportation des munitions tirées, lancées ou délivrées au moyen des armes classiques » mentionnées ci-dessus et applique les dispositions prévues par le texte avant d'autoriser l'exportation de munitions. Ce traité rendra plus difficile le détournement d'armes meurtrières sur le marché noir et contribuera à prévenir seigneurs de la guerre, pirates, terroristes et autres criminels d'acquérir de telles armes,.

### Union européenne
Un code de conduite de l'Union européenne en matière d'armement, juridiquement contraignant, a été adopté le 10 décembre 2008 par le Conseil des ministres européens des affaires européennes. Il remplace le code de conduite volontaire de 1998. Huit critères doivent être respectés, dont le respect des droits de l'homme et du droit humanitaire international dans le pays de destination finale.

### Belgique
Selon la loi belge, profondément modifiée en 2006 et 2007, les armes se classent selon les catégorisations suivantes:
- Armes en vente libre :
  - les carabines à plomb cal. 4.5 ;
  - les - en général ;
  - les armes non à feu et les armes factices ou rendues définitivement inaptes au tir ainsi que les armes à feu d'intérêt historique, folklorique ou décoratif ;
  - les armes à feu conçues à des fins spéciales telles qu'alarme, signalisation, sauvetage, abattage…
- Armes prohibées :
  - diverses armes blanches telles que couteaux à cran d’arrêt et à lame jaillissante, couteaux papillon, couteaux à lancer, étoiles à lancer (dénommées aussi shuriken), des armes blanches qui ont l’apparence d’un autre objet (par exemple un couteau caché dans une ceinture ou un stylo, une canne à épée) ;
  - armes diverses telles que coups-de-poing américains, massues et matraques, armes à électrochoc, aérosols d’« autodéfense »
  - armes conçues exclusivement à usage militaire, auxquelles appartiennent également les armes à feu automatiques, cannes-fusils, armes à feu modifiées afin de pouvoir les cacher, armes à feu cachées dans un autre objet ou armes à feu qui ne correspondent plus à leurs caractéristiques définies dans l’autorisation (par exemple un fusil à canon scié).

Sont aussi prohibés les silencieux (montés sur une arme à feu ou non), et autres pièces ou accessoires rendant à une arme à feu un caractère prohibé ainsi que certaines munitions.
- Armes soumises à autorisation :
  - toutes les autres armes à feu ;
  - toute arme classée dans cette catégorie par la réglementation.

L'autorisation de détention (cas général, dénommé « modèle 4 ») est valable à vie, mais l'autorité compétente se charge de vérifier, tous les 5 ans, que les motifs et conditions nécessaires à la détention sont toujours d'application. Elle peut alors décider de suspendre ou supprimer les autorisations de détention.
La loi organise également un système d'autorisation automatique (avec enregistrement, « modèle 9 ») pour les détenteurs de permis de chasse pour les armes à feu longues conçues pour la chasse, ainsi que pour les titulaires d'une licence de tireur sportif pouvant détenir des armes à feu conçues pour le tir sportif : armes longues à répétition jusqu'au calibre 8 mm et pistolet semi-automatique de calibre .22lr.
Pour le surplus, les conditions d'autorisation sont des conditions de moralité (pas de condamnation), démontrer au cours d'une épreuve sa connaissance de la règlementation et de l'arme et justifier d'un motif légitime pour l'acquisition de l'arme concernée. Ces motifs légitimes sont :
- la chasse et des activités de gestion de la faune ;
- le tir sportif et récréatif ;
- l'exercice d'une profession présentant des risques particuliers ;
- la défense personnelle (s'il y un risque objectif et important) ;
- la collection d'armes historiques ;
- la participation à des activités historiques, folkloriques, culturelles ou scientifiques.

La détention d'une arme sans munitions est soumise à la même autorisation, à des conditions légèrement adaptées (pas d'épreuve de connaissance de l'arme).
En soumettant toute détention d'arme à autorisation, la loi a eu pour conséquence, dans une certaine désorganisation, de pousser des détenteurs auparavant réguliers d'armes en détention libre à faire abandon de ces armes aux mains de la police.
En effet, avant juin 2006, la loi belge connaissait les armes de chasse et de sport qui étaient en détention libre (quoique le commerce en était règlementé et que toute vente d'arme devait faire l'objet d'une déclaration administrative). Le texte de la loi actuelle provient d'un projet qui avait été présenté par le ministre de la justice Marc Verwilghen en 2002 et rejeté. Toutefois, le texte en a été repris en 2006 et proposé au Parlement par la ministre de la justice de l'époque, Laurette Onkelinx, à la suite d'un fait divers tragique au cours duquel un jeune homme mû par des pensées racistes et xénophobes avait tiré sur des passants avec une arme de chasse achetée dans une armurerie quelques minutes auparavant, et le texte a été voté dans l'urgence.
La loi a été à la fois louée et vilipendée, et pourrait encore être modifiée. Certaines de ses dispositions ont été annulées en décembre 2007 par la Cour constitutionnelle, accordant partiellement la « clause du grand-père » à ceux qui détenaient une arme régulièrement : ceux-ci pourront demander une autorisation de détention d'arme sans munitions qui devra leur être accordée s'ils sont dans les conditions de base (moralité…).
En décembre 2020, la coalition belge contre les armes nucléaires, qui a rassemblé plus de 50 organisations, a exprimé sa déception après que la Belgique a voté à l'ONU contre une résolution sur le traité d'interdiction des armes nucléaires.

### Brésil
Second pays le plus touché parmi les homicides (36 000 en 2004, soit environ 100 décès par jour), le Brésil a lancé un référendum sur l'interdiction de vente des armes à feu. Le 23 octobre 2005, il a été rejeté par 64 % des votants, la population craignant que l'État ne puisse mettre un terme à la circulation illégale des armes, tout en empêchant leur achat légal.

### Finlande
L'âge minimal pour détenir légalement une arme à feu à titre sportif ou de chasse en Finlande est fixé à 15 ans. La Finlande est un des pays européens où la législation sur les armes reste la moins sévère, contrairement à la France où la régulation est très stricte,. On estime que 56 % de la population finlandaise détient une arme,.

### France
Les premières mesures de restriction au port d’armes remontent au milieu du XIIIe siècle.
La législation actuelle trouve son origine dans le décret-loi du 18 avril 1939 qui sous prétexte d'éviter quelque insurrection désarme les Français et rendra difficile l'armement de départ de la Résistance.
Aujourd'hui, il est impossible d'acheter une arme à feu sans appartenir à un club de tir ou sans être titulaire d'un permis de chasser, sauf s'il s'agit d'une arme de 8e catégorie à poudre noire à rechargement par la bouche, qui reste en vente libre aux plus de 18 ans. Le port d'arme de guerre ou de défense est strictement réservé aux militaires, policiers, douaniers, voire agents de surveillance. Très exceptionnellement, une personne menacée peut être autorisée par la préfecture à porter une arme de poing.

#### Ancienne catégorisation, de 1 à 8
L'achat, la détention, le transport et l'usage des armes, de leurs munitions et composants est soumis à une stricte réglementation en France. Pendant longtemps, ont été distinguées huit catégories :
- 1re catégorie : armes de poing semi-automatique dont le calibre est supérieur à 7,65 mm, tous les types de fusils semi-automatiques ou à répétition conçus pour un usage militaire. Les armes automatiques sont rangées dans cette catégorie mais elles ne sont pas disponibles à la vente pour les citoyens ordinaires.
- 2e catégorie : chars de combat, avions et autres équipements militaires lourds.
- 3e catégorie : équipement de protection contre les armes chimiques (dont les masques à gaz).
- 4e catégorie : les armes de poing qui ne sont pas déjà dans la 1re catégorie (certains revolvers et certains pistolets), toute une gamme d'armes longues en fonction de certains critères fixés par la loi (longueur, nombre de cartouches contenues, etc.), depuis le décret de 1998, les armes de poing à un coup en .22 Long Rifle sont incluses dans cette catégorie de même que les fusils à pompe à canon lisse et les carabines semi-automatiques en .22 Long Rifle.
- 5e catégorie : armes longues qui ne relèvent pas de la quatrième catégorie, comme les fusils de chasse à canon lisse ou les fusils de chasse à canon rayé.
- 6e catégorie : couteaux, gaz lacrymogène, matraques et autres armes blanches, ainsi qu'armes par destination.
- 7e catégorie : armes à air comprimé dont l'énergie déployée est supérieure à 10 joules (soumises à déclaration préfectorale et titulaire d'une licence de tir sportif) ou inférieure à 10 joules (détention et acquisition libre sans déclaration), toutes les armes à percussion annulaire (.22 LR) sauf celles qui figurent déjà dans la quatrième catégorie, armes d'alarme et de starter.
- 8e catégorie : antiquités, armes neutralisées et répliques à poudre noire.

En particulier :
1re catégorie
La 1re catégorie désigne les armes de guerre, c'est-à-dire :
- les armes automatiques de tous calibres ;
- les armes employant des munitions de première catégorie ;
- partie de ces armes ;
- et les engins spécifiquement militaires.

Leur détention est soumise à une autorisation préfectorale et doit figurer dans les registres des armes de 1re et 4e catégorie. Sans permis de port d'arme valide leur port est interdit donc elles doivent obligatoirement être rendues inopérantes pour être transportées. Les armes tirant en rafales sont interdites à la détention.
4e catégorie
La 4e catégorie désigne les armes dites de défense :
- armes de poing, sauf celles classées en 1re, 7e ou 8e catégorie ;
- armes convertibles en armes de poing, carabines à barillet ;
- pistolet à impulsion électrique (de type Taser).
- Armes d'épaule :
  - fusils à canon lisse mesurant moins de 80 cm ou dont la longueur du canon est inférieure à 45 cm ;
  - lisse à répétition ou semi-automatique dont la longueur du canon est inférieure à 60 cm.
- Fusils à réarmement par devant coulissant, plus connus sous le nom de fusils à pompe. (Le terme fusil désigne uniquement les armes longues ayant un canon à âme lisse. De ce fait, certains fusils à pompe ayant un canon rayé deviennent des carabines à pompe et sont classés en 5e catégorie) ;
- armes semi-automatiques pouvant contenir plus de 3 cartouches, ou dont le chargeur est amovible, ou qui sont facilement transformables à cet effet ;
- à répétition pouvant contenir plus de 10 cartouches ;
- armes ayant l'apparence d'une arme automatique de guerre ;
- armes dissimulées sous la forme d'un autre objet (cannes-fusils, etc.) ;
- éléments de ces armes (sauf ceux qui sont aussi classés en 5e ou 7e catégorie) ;
- armes à air ou à gaz classées par arrêté ;
- armes tirant des projectiles non métalliques (sauf classement spécial par arrêté en 7e catégorie) ;
- munitions de ces armes (sauf si elles sont explicitement classées en 5e catégorie) ;
- certaines lunettes de vision nocturne ;
- chargeurs de ces armes.

Leur détention est soumise à une autorisation préfectorale et doit figurer dans les registres des armes de 1re et 4e catégorie. Sans permis de port d'arme valide leur port est interdit donc elles doivent obligatoirement être rendues inopérantes pour être transportées.
Pour avoir le droit de détenir une arme de 1re ou de 4e catégorie, il faut :
- être licencié à la Fédération française de tir depuis plus de six mois ;
- avoir effectué trois tirs contrôlés minimum espacés de deux mois minimum et inscrits dans le carnet de tir personnel ;
- recevoir un avis favorable de la ligue régionale de tir ;
- justifier de la possession d'un coffre fort ;
- subir une enquête de bonne moralité de la part de la police ou de la gendarmerie du lieu de domicile ;
- ne pas être connu des services sociaux (DDASS).

#### Nouvelle catégorisation: classification par dangerosité (A à D)
Les armes sont désormais classées en 4 catégories en fonction de leur dangerosité, et non plus de leur nature (armes à feu ou armes blanches par exemple). Pour les armes à feu, la dangerosité s'apprécie en fonction des modalités de répétition du tir et du nombre de coups tirés. À chaque catégorie correspond un régime administratif d'acquisition et de détention (l'interdiction, l'autorisation, la déclaration, l'enregistrement ou la détention libre).

##### Classification
- Armes de la catégorie A : détention interdite sauf autorisation particulière.
- Armes de la catégorie B (soumises à autorisation).
- Armes de la catégorie C (soumises à déclaration).
- Armes de la catégorie D (en vente libre ou soumises à enregistrement).

##### Acquisition, détention, transport
- Demande d'enregistrement pour certaines armes de la catégorie D.
- Déclaration d'une arme de la catégorie C.
- Demande d'autorisation de détention d'arme de la catégorie B.
- Port et transport d'armes.
- Acquisition et détention d'armes par un mineur[22].

Un Système d'information sur les armes a été mis en place pour favoriser la gestion des armes dans le pays.

### Allemagne

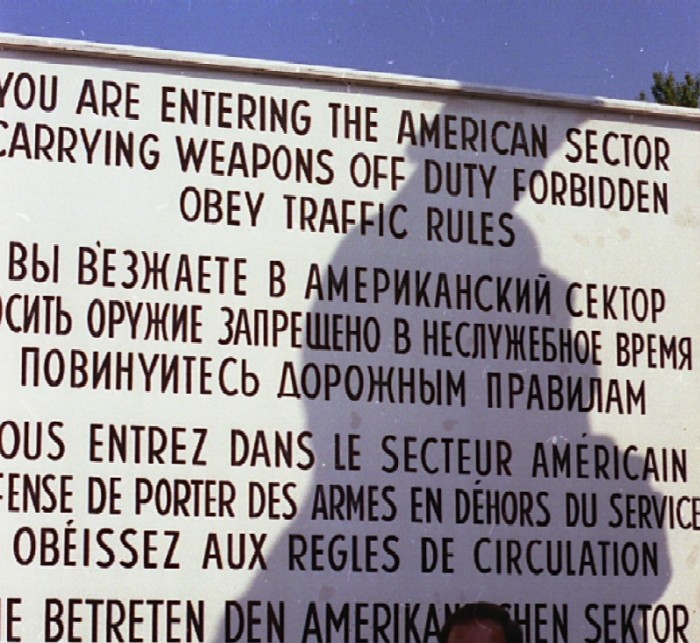
Interdiction du port d'arme dans le secteur américain sur le Glienicker Brücke, 1985.

En Allemagne, le port d'arme était interdit en dehors du service.

### Suisse
En Suisse, le Conseil des États a adopté en janvier 2006 à l’unanimité de ses 30 voix la révision de la loi sur les armes qui vise au marquage des armes à feu par leurs fabricants, de l'obligation d'un permis d'acquisition pour le commerce entre particuliers ou en cas d'héritage ainsi que de l'interdiction de posséder des armes à feu en rafale ou des grenades. Par contre les conseillers aux États ont refusé de relever l'âge minimum pour posséder un permis d'acquisition de 18 à 21 ans et d'élargir la portée de l'obligation de marquage aux détenteurs d'armes. L'idée d’un registre national des armes à feu a été rejetée.
Le peuple suisse s'est prononcé à deux reprises, à travers deux initiatives populaires fédérale, sur l'interdiction d'exporter du matériel de guerre. Les deux initiatives ont été rejetées par la majorité de la population.
- Initiative populaire « pour l'interdiction d'exporter du matériel de guerre » en 1997 ;
- initiative populaire « pour l'interdiction d'exporter du matériel de guerre » en 2009.